# Víctor Hugo Morales
Víctor Hugo Morales (Cardona, 26 dicembre 1947) è un giornalista, scrittore e saggista uruguaiano.
Lavora anche come telecronista sportivo e presentatore.

## Biografia
La sua carriera cominciò nel 1964 quando a soli 17 anni iniziò a lavorare a Radio Colonia, un'emittente di Colonia del Sacramento. Nel 1969 fu nominato responsabile sportivo di Radio Ariel. Dal 1970 al 1981 fu il direttore sportivo di Radio Oriental, un'emittente radiofonica di Montevideo. Nello stesso periodo collaborò come giornalista sportivo per Telenoche, un notiziario di Monte Carlo TV. Non furono anni semplici per il cronista, il quale fu imprigionato sul finire degli anni 70 mentre si instaurava in Uruguay un regime dittatoriale.
Nel 1981 Morales si trasferì in Argentina, dove proseguì con successo la sua carriera di radiocronista e cronista sportivo. Collaborò prima con Radio El Mundo fino al dicembre del 1981, poi con Radio Mitre dal 1982 al 1985. Nel 1986 fu nominato direttore generale della compagine sportiva di Radio Argentina: qui ebbe l'opportunità di commentare le partite della nazionale di calcio argentina ai mondiali del 1986 in Messico.

### IlBarrilete Cosmico
Viene ricordato in particolare per la sua radiocronaca del gol del secolo di Maradona ai mondiali 1986. Ecco le parole pronunciate dal cronista in diretta durante la lunga cavalcata del calciatore argentino contro la formazione inglese (gol del 2 a 0).
Federico Buffa ha definito questa radiocronaca una «ode al gioco del calcio».

## Opere
- El intruso, Montevideo, Ediciones de la Plaza, 1979.
- Un grito en el desierto, Buenos Aires, Editorial Sudamericana, 1998, ISBN 950-07-1374-8.
- Barrilete cósmico (el relato completo), Interzona, 2013, ISBN 978-987-1920-26-6.
- El rebenque del diablo, Ediciones Colihue, 2015, ISBN 978-987-684-268-6.
- Papel prensa, el grupo de tareas, Ediciones Colihue, 2017.
- La herida azul, Ediciones Colihue, 2017, ISBN 978-987-684-292-1.
- Demanda contra demanda, Ediciones Colihue, 2018, ISBN 978-987-684-287-7.

## Premi e riconoscimenti
Nel 2014 ha ricevuto il Premio Rodolfo Walsh. Nel 2015 ha, invece, ricevuto il Premio Éter.